# Levan Kharabadze
Levan Kharabadze (in georgiano ლევან ხარაბაძე?; Kutaisi, 26 gennaio 2000) è un calciatore georgiano, difensore del T'orp'edo Kutaisi.

## Carriera

### Club
Ha giocato nella prima divisione dei campionati georgiano, svizzero e cipriota.

### Nazionale
Ha giocato nelle nazionali giovanili georgiane Under-16, Under-17, Under-19 e Under-21.
Il 26 marzo 2019 ha esordito in nazionale maggiore nella sconfitta per 1-0 contro l'Irlanda.

## Statistiche

### Cronologia presenze e reti in nazionale
| Cronologia completa delle presenze e delle reti in nazionale ― Georgia | Cronologia completa delle presenze e delle reti in nazionale ― Georgia | Cronologia completa delle presenze e delle reti in nazionale ― Georgia | Cronologia completa delle presenze e delle reti in nazionale ― Georgia | Cronologia completa delle presenze e delle reti in nazionale ― Georgia | Cronologia completa delle presenze e delle reti in nazionale ― Georgia | Cronologia completa delle presenze e delle reti in nazionale ― Georgia | Cronologia completa delle presenze e delle reti in nazionale ― Georgia |
| Data                                                                   | Città                                                                  | In casa                                                                | Risultato                                                              | Ospiti                                                                 | Competizione                                                           | Reti                                                                   | Note                                                                   |
| ---------------------------------------------------------------------- | ---------------------------------------------------------------------- | ---------------------------------------------------------------------- | ---------------------------------------------------------------------- | ---------------------------------------------------------------------- | ---------------------------------------------------------------------- | ---------------------------------------------------------------------- | ---------------------------------------------------------------------- |
| 26-3-2019                                                              | Dublino                                                                | Irlanda                                                                | 1 – 0                                                                  | Georgia                                                                | Qual. Euro 2020                                                        | -                                                                      | 65’                                                                    |
| 7-6-2019                                                               | Tbilisi                                                                | Georgia                                                                | 3 – 0                                                                  | Gibilterra                                                             | Qual. Euro 2020                                                        | -                                                                      |                                                                        |
| 5-9-2019                                                               | Istanbul                                                               | Georgia                                                                | 2 – 2                                                                  | Corea del Sud                                                          | Amichevole                                                             | -                                                                      |                                                                        |
| Totale                                                                 |                                                                        | Presenze                                                               | 3                                                                      |                                                                        | Reti                                                                   | 1                                                                      |                                                                        |

## Palmarès

### Club

#### Competizioni nazionali
- Campionato georgiano: 2

Dinamo Tbilisi: 2020
Dinamo Batumi: 2023
- Supercoppa di Georgia: 1

Dinamo Tbilisi: 2021